# Sant'Andrea degli Scozzesi
Sant'Andrea degli Scozzesi är en dekonsekrerad kyrkobyggnad i Rom, helgad åt aposteln Andreas. Den är belägen vid Via delle Quattro Fontane i Rione Trevi. 

## Historia
Påve Clemens VIII lät uppföra kyrkan 1592 efter det att Skottland hade blivit avskilt från Katolska kyrkan i samband med reformationen. Kyrkan helgades ursprungligen åt de heliga Andreas och Margareta, Skottlands skyddspatroner. Genom bullan In supremo militantis Ecclesiae av den 5 december 1600 grundade påven ett college för landsflyktiga skottar i närheten. Redan 1615 överlät emellertid Paulus V kyrkan åt Jesuitorden, som lät bygga om kyrkan 1645 och helge den åt enbart aposteln Andreas.
Det landsförvisade huset Stuart med James Edward Stuart i spetsen bosatte sig 1717 i Rom. Den 10 juni närvarade denne, då påve Clemens XI celebrerade mässan.
Under den franska ockupationen av Rom 1798 övergavs kyrkan och colleget, vilka återöppnades 1802. I mitten av 1800-talet dekorerades interiören under ledning av Alessandro Mantovani. En ombyggnad företogs 1864 av Luigi Poletti. I slutet av 1950-talet flyttade colleget till Via Cassia i norra Rom. I samband med detta inköpte banken CARIPLO (Cassa di Risparmio delle Province Lombarde) Sant'Andrea-kyrkan och 1962 dekonsekrerades den. Den formella dekonsekreringen dröjde till 2004, då kardinalvikarie Camillo Ruini utfärdade ett dekret om detta. En del av kyrkans konstverk fördes då till Påvliga skotska colleget vid Via Cassia. År 1924 avlägsnades de bägge sidoaltarna, invigda åt den heliga Margareta av Skottland och Jungfru Maria, men målningarna lämnades kvar in situ.
För närvarande (2016) ägs kyrkobyggnaden av advokatfirman NCTM, som har restaurerat kyrkan och förvandlat interiören till konferenssal. Den ursprungliga barockdräkten har bevarats.

## Exteriör
Fasaden har två våningar. Den nedre har fyra lisener, vilka går upp i arkitraven till entablementet som avdelar de bägge våningarna. Entablementet saknar fris, men har en kraftigt profilerad kornisch. Ovanför portalen sitter en bruten segmentbåge. I dess tympanon tittar två fiskar på betraktaren; dessa vill påminna om att aposteln Andreas ursprungligen var fiskare till yrket. Där ovanför sitter IHS-monogrammet i en strålglans och andreaskorset. Ett virvlande band bär följande inskription:
Den övre våningen har två par doriska pilastrar som flankerar ett rektangulärt fönster med små voluter. Fasadens storform avslutas av ett triangulärt pediment.

## Interiör
Kyrkan har en rektangel som grundplan och har ett högaltare och två sidoaltaren. Taket har fresken Den helige Andreas förhärligande, utförd av Guillaume Courtois. Högaltarmålningen av Gavin Hamilton föreställer Den helige Andreas martyrium. I presbyteriets tak, som är dekorerat med vit och förgylld stuckatur, finns en fresk Treenigheten med den döde Kristus och änglar. I lynetterna ovanför högaltaret är Jungfru Maria och Bebådelsens ängel avbildade. I kyrkorummet fanns tidigare målningen Tronande Madonna och barnet med de heliga Columba och Ninian, utförd av Alexander Maximilian Seitz samt en serie målningar med heliga biskopar och skotska helgon, vilka har attribuerats åt den skotske målaren George Jamesone. Därutöver fanns även en målning som framställde den heliga Margareta i bön inför Treenigheten medan slaget vid Alnwick rasar samt en målning av Nicolas de Bar föreställande Jungfru Maria med de heliga Ignatius och Frans Xavier.

## Gravmonument
- John Stewart (död 1739)
- Alexander Sloane (död 1802)
- Alexander Grant (död 1878; cenotafium)
- Peter Grant (död 1784; minnessten)
- William Leslie (död 1707; minnessten)
- Thomas Forbes (död 1711; minnessten)